# John Blackwall
John Blackwall (20 januari 1790 - 11 mei 1881) was een Britse natuuronderzoeker met een bijzondere interesse in spinnen. 

## Biografie

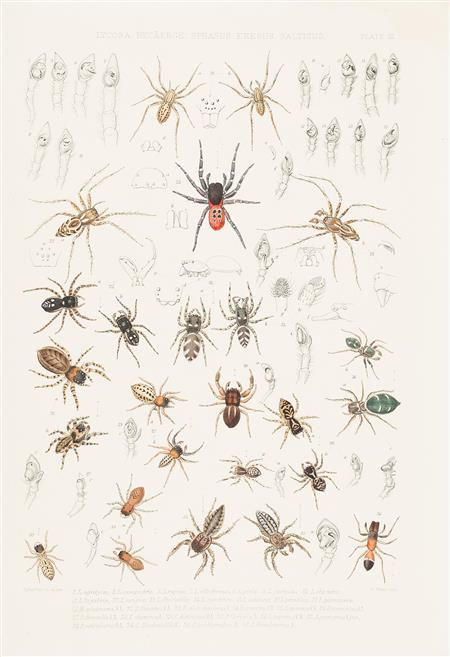
Illustratie uit "A History of the Spiders of Great Britain and Ireland"

Blackwall werd geboren in Manchester op 20 januari 1790. Hij woonde van 1833 tot aan zijn dood in het Hendre House nabij Llanrwst in het noorden van Wales. Al op jonge leeftijd was hij geïnteresseerd in de natuur, eerst in vogels en daarna in spinnen, waarover hij in 1827 zijn eerste artikel publiceerde.
Hij publiceerde A History of the Spiders of Great Britain and Ireland (2 delen, 1861-1864, uitgegeven door Ray Society) met verslagen over 304 soorten, en gaf de eerste adequate beschrijvingen van Britse spinnen. Tien van de opgenomen illustraties waren van Octavius Pickard-Cambridge en twaalf waren van de Ierse natuuronderzoeker Robert Templeton. 
Blackwall stierf op 11 mei 1881. 

## Correspondentie met Charles Darwin
Blackwall schreef vier brieven over spinnen aan Charles Darwin, gedateerd 12 februari 1868, 18 februari 1868, 10 augustus 1869 en 8 september 1869. Ze worden bewaard in het Darwin-archief van de Cambridge University Library. 
De eerste, tweede en derde brief zijn een directe reactie op berichten van Darwin, hoewel de locatie van deze brieven, vermoedelijk door Blackwall bewaard, onbekend is. De brieven gaan in grote lijnen over de variatie tussen spinnen. 
De eerste brief begint aldus:
Ik wou dat het in mijn macht was om bevredigende antwoorden te geven op de vragen in je brief. Volwassen spinnen van dezelfde soort verschillen zo opmerkelijk in grootte en kleur, en dat onafhankelijk van schijnbaar de verschillende situaties waarin ze worden aangetroffen, dat ik niet in staat ben een passende oorzaak aan te wijzen voor dit buitengewone feit...

## Nalatenschap
Het werk van Blackwall vormde een belangrijke stap in de opkomst van de arachnologie. Hij was een van de eersten die geïnteresseerd was in spinnen van zeer kleine afmetingen, met name die van de geslachten Neriene en Walckenaeria. 
Een aantal spinnensoorten zijn genoemd naar Blackwall, waaronder Idiops blackwallii, Salticus blackwallii, Scotophaeus blackwalli, Theriodion blackwalli en de hooiwagensoort Leiobunum blackwalli. 
- Gemeinsame Normdatei: 1157522033
- International Standard Name Identifier: 0000 0000 8351 0399
- Library of Congress Control Number: no2006063105
- Nederlandse Thesaurus van Auteursnamen: 16615086X
- LIBRIS: 347537
- SNAC: w6md8s03
- Système universitaire de documentation: 232289514
- Virtual International Authority File: 2837970
- WorldCat: E39PBJtX39BxhTPjpdmmpxrjG3